# Хелмс, Сьюзан
Сью́зан Джейн Хелмс (англ. Susan Jane Helms; род. 26 февраля 1958) — астронавт НАСА. Совершила пять космических полётов на шаттлах: STS-54 (1993, «Индевор»), STS-64 (1994, «Дискавери»), STS-78 (1996, «Колумбия»), STS-101 (2000, «Атлантис») и STS-102 (2001, «Колумбия»), генерал-лейтенант ВВС США.

## Личные данные и образование

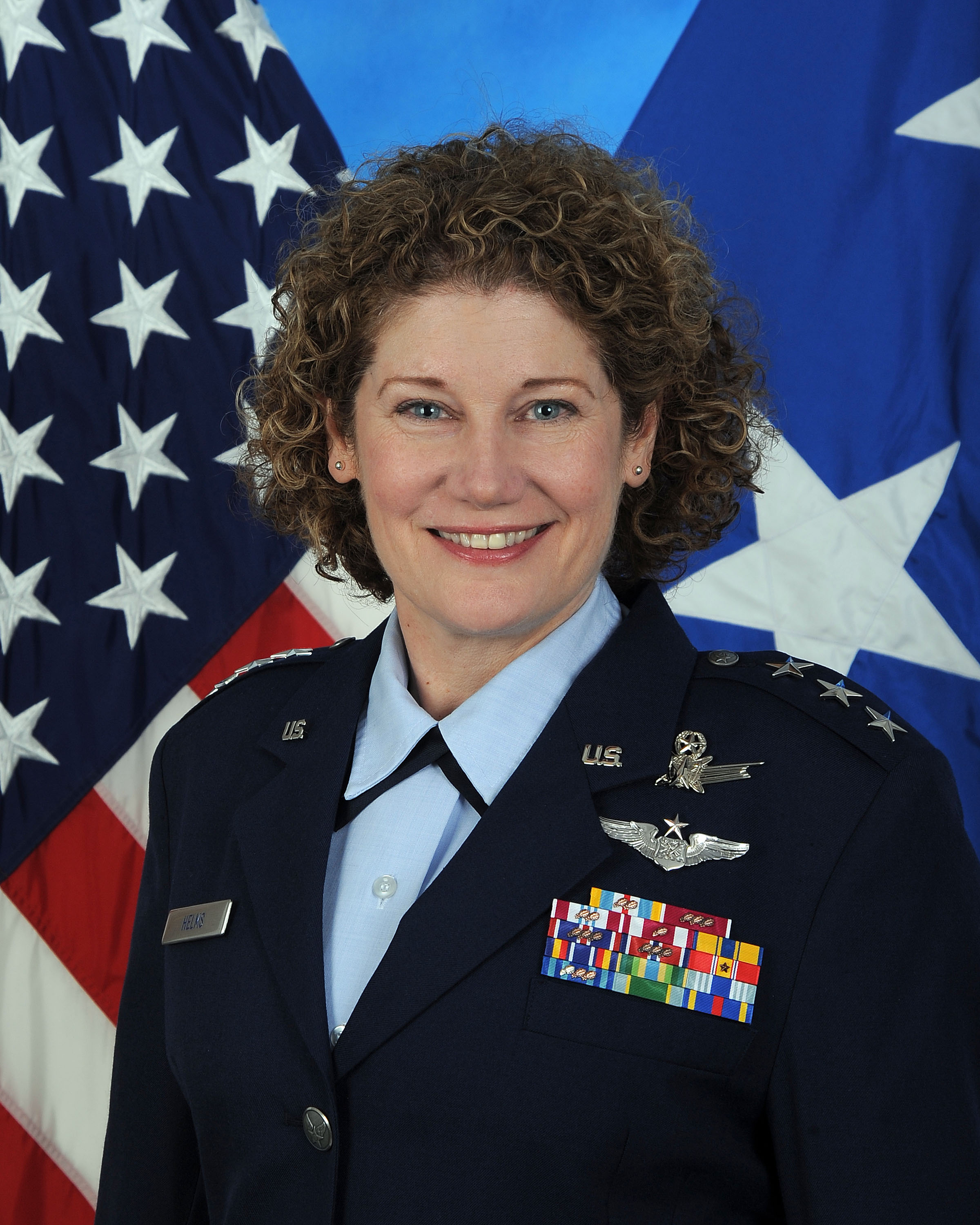
Бригадный генерал С. Хелмс

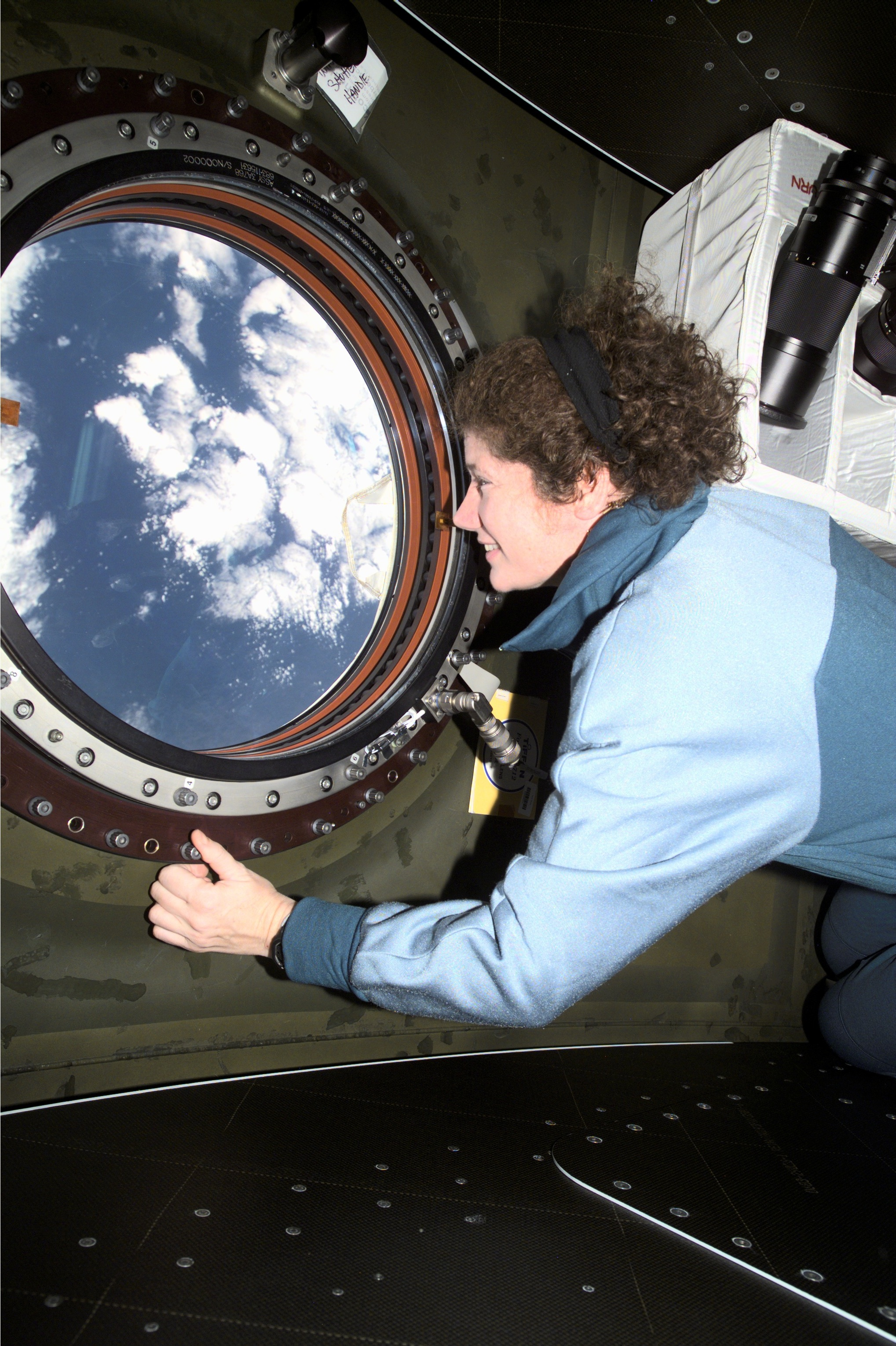
Хелмс фотографирует Землю.

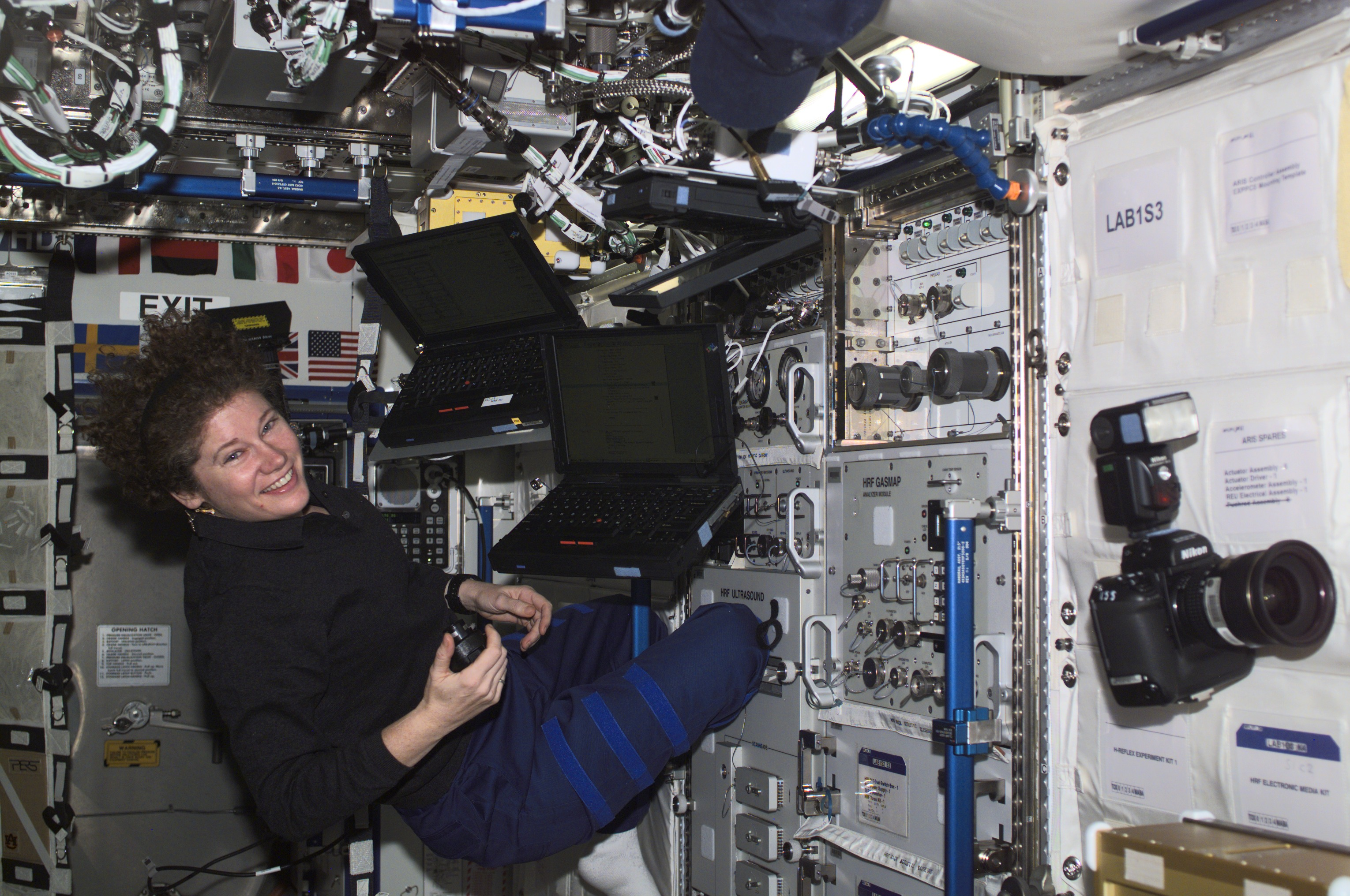
Хелмс в модуле Дестини.

Сузан Хелмс родилась 26 февраля 1958 года в городе Шарлотт, штата Северная Каролина, но своим родным считает город Портленд, штат Орегон, где в 1976 году окончила среднюю школу. В 1980 году получила степень бакалавра наук в области аэрокосмической техники в Академии ВВС США, в Колорадо-Спрингс, штат Колорадо. В 1985 году получила степень магистра наук в области аэронавтики и астронавтики в Стэнфордском университете, который расположен около города Пало-Альто, штат Калифорния.
Она любит фортепиано и музыкальные мероприятия, бег, путешествия, чтение, компьютеры, увлекается кулинарией, приготовлением пищи. Радиолюбитель с позывными KC7NHZ/KK6HNZ. Её родители: отец (подполковник ВВС США в отставке) Пэт и мать Дори Хелмсы, проживают в Денвере, штат Колорадо. У неё есть три родных сестры..

## До НАСА
В 1980 году, после окончания Академии ВВС США, Хелмс была направлена на авиабазу «Эглин», штат Флорида, инженером в Лабораторию ВВС по вооружению самолёта F-16. В 1982 году она стала ведущим инженером по вооружению и боеприпасам самолёт F-15. В 1984 году она поступила в аспирантуру, в 1985 году получила степень и была направлена доцентом на кафедру аэронавтики в Академию ВВС США. В 1987 году она поступила в авиационную Школу военных лётчиков на авиабазе «Эдвардс», в Калифорнии. После года обучения по специальности лётчик-испытатель, Хелмс как пилот ВВС США была направлена для испытаний аэрокосмической техники на канадскую авиабазу «Голдлэйк», расположенную около города Альберта, Канада. Там она работала инженером по лётным испытаниям и военным лётчиком-испытателем самолёта CF-18. Она летала и занималась контролем полётов CF-18, когда получила приглашение в астронавты от НАСА. Как лётчик-испытатель Хелмс летала на более чем 30 различных типах американских и канадских военных самолётов. Воинские звания: капитан ВВС (1989 год), полковник ВВС США, генерал-майор ВВС США (2006 год), генерал-лейтенант ВВС США (2011 год)..

## Подготовка к космическим полётам
В январе 1990 года была зачислена в отряд НАСА в составе тринадцатого набора, кандидатом в астронавты. Стала проходить обучение по курсу Общекосмической подготовки (ОКП). По окончании курса, в июле 1991 года получила квалификацию «специалист полёта» и назначение в Офис астронавтов НАСА. Хелмс занималась робототехникой и была оператором связи при полётах STS-57, STS-51, STS-58, STS-60 и STS-61.

## Полёты в космос
- Первый полёт — STS-54[5], шаттл «Индевор». C 13 по 19 января 1993 года в качестве специалиста полёта. Во время полёта выполнила один выход в открытый космос: 17 января 1993 года — продолжительностью 4 часа 28 минут. Основная цель полёта — вывод на орбиту спутника-ретранслятора TDRS-F[6]. Продолжительность полёта составила 5 дней 23 часа 39 минут.[7].

- Второй полёт — STS-64[8], шаттл «Дискавери». C 9 по 20 сентября 1994 года в качестве специалиста полёта. Миссия включала в себя выполнение экспериментов разной направленности, в частности, эксперимент «LITE» по лётным испытаниям лидара, эксперименты с возвращаемым спутником Spartan 201, снабжённым астрономической аппаратурой, опробование средства автономного перемещения астронавта SAFER, эксперимент SPIFEX — по изучению выхлопа двигателей ориентации шаттла[9]. Совершила один выход в открытый космос: 16 сентября 1994 года — продолжительностью 6 часов 51 минуту. Продолжительность полёта составила 10 суток 22 часа 51 минуту[10].

- Третий полёт — STS-78[11], шаттл «Колумбия». C 20 июня по 7 июля 1996 года в качестве командира корабля. В программу полёта входили эксперименты по космической биологии и медицине и по материаловедению в лабораторном модуле «Спейслэб»[12]. Астронавты благополучно приземлились на Авиабазе Эдвардс. Продолжительность полёта составила 16 суток 21 час 49 минут.[13].

- Четвёртый полёт — STS-101[14], шаттл «Атлантис». C 19 по 29 мая 2000 года в качестве специалиста полёта. Основной задачей миссии была доставка на Международную космическую станцию (МКС) расходуемых материалов и оборудования и ремонт электро оборудования модуля «Заря». Материалы и оборудование, доставляемое на станцию, были размещены в сдвоенном транспортном модуле «Спейсхэб», который располагался в грузовом отсеке шаттла. Во время полёта Хелмс  выполнила один выход в открытый космос: 22 мая 2000 года — продолжительностью 6 часов 44 минут. Продолжительность полёта составила 9 суток 20 часов 10 минут[15].

С марта 1996 по декабрь 1997 года Хелмс прошла подготовку в Центре подготовки космонавтов (ЦПК) имени Ю. А. Гагарина в качестве бортинженера для полёта на орбитальную станцию «Мир», а в 1998 году начала подготовку к полёту на «МКС».
- Пятый полёт — старт на STS-102[16], шаттл «Дискавери», 8 марта 2001 года в качестве специалиста полёта. Прибыв на МКС, Хелмс становится бортинженером МКС-2, второго долговременного экипажа станции. Во время второй экспедиции были приняты три шаттла, которые доставили манипулятор SSRMS и шлюзовую камеру Quest, а также «Союз ТМ-32» с российской экспедицией посещения (с первым космическим туристом — Деннисом Тито). Были приняты и разгружены ТКГ «Прогресс М1-6», а также грузовые модули «Рафаель» и «Леонардо»[17]. Продолжена расконсервация Лабораторного модуля, выполнен цикл испытаний SSRMS. Продолжены научные исследования по российской и американской программам; передача станции экипажу 3-й основной экспедиции. Во время полета Хелмс выполнила один выход в открытый космос: 11 марта 2001 года — продолжительностью 8 часов 56 минут, был произведён перенос герметичного стыковочного переходника PMA-3[18]. Посадка произведена на STS-105[19], шаттл «Дискавери», 22 августа 2001 года. Продолжительность полёта составила 167 суток 6 часов 42 минуты.

Общая продолжительность внекорабельной деятельности — в этой миссии 8 часов 56 минут[уточнить]. 
Всего: 27 часов 59 минут.
Общая продолжительность полётов в космос — 210 дней 23 часа 6 минут.

## После полётов
В июле 2002 года уволилась из НАСА и ушла из отряда астронавтов. Хелмс вернулась в ВВС США в июле 2002 года, заняла должность в штаб-квартире Космического командования ВВС США. В 2009 году получила звание генерал-майор, 2011 году — генерал-лейтенант и приступила к выполнению обязанностей Командующего 14-й Воздушной Армией (ВВС стратегического и космического назначения США).

## Награды и премии
- Медаль «За заслуги в освоении космоса» (12 апреля 2011 года, Россия) — за большой вклад в развитие международного сотрудничества в области пилотируемой космонавтики[20].

Награждена: нашивка «Ракетные войска», Медаль «За космический полёт» (1993 и нашивка «Астронавт», 1994, 1996, 2000 и 2001), Медаль «За отличную службу» (США), Орден «Легион почёта», Медаль «За похвальную службу» (США), Медаль похвальной службы (США), Медаль за службу национальной обороне (США), Медаль «За борьбу с терроризмом» и многие другие.